# سیارک ۴۰۱۶
سیارک ۴۰۱۶ (به انگلیسی: 4016 Sambre، نامگذاری:1979XK) چهار هزار و شانزدهمین سیارک کشف شده‌است که در ۱۵ دسامبر ۱۹۷۹ کشف شد.
قدر مطلق سیارک برابر ۱۳٫۹۰ است.